# Gmina Łubnice (Powiat Wieruszowski)
Die Gmina Łubnice ist eine Landgemeinde im Powiat Wieruszowski der Woiwodschaft Łódź, Polen.

## Gemeinde
Zur Landgemeinde (gmina wiejska) Łubnice gehören sechs Ortsteile mit einem Schulzenamt:
Andrzejów
Dzietrzkowice
Kolonia Dzietrzkowice
Ludwinów
Łubnice
Wójcin
Weitere Ortschaften der Gemeinde sind Bezula, Brzozówka, Gielniówka, Krupka, Makowszczyzna, Rzepisko und Węgielnica.